# 伍德曼 (加利福尼亞州)
伍德曼（英語：Woodman）是位於美國加利福尼亞州門多西諾縣的一個非建制地區。該地的面積和人口皆未知。

## 地理
伍德曼的座標為39°46′16″N 123°23′24″W / 39.77111°N 123.39000°W，而該地的平均海拔高度為265米（即869英尺）。